# Attila Abonyi
Attila Abonyi (Budapest, 16 agosto 1946 – 6 luglio 2023) è stato un allenatore di calcio e calciatore ungherese naturalizzato australiano, di ruolo attaccante.

## Carriera

### Club
Ha giocato nella prima divisione australiana.

### Nazionale
Ha partecipato ai Mondiali del 1974.